# 李日熙
李日熙（1961年10月30日—），韩国男子击剑运动员。他曾参加1984年和1988年夏季奥运会重剑比赛，还曾获得1986年亚洲运动会男子重剑个人金牌。